# 非标准分析
非標準分析（英語：Non-standard analysis），又可稱為實無限分析或超标准分析，是一個數學分析的一个分支，它用嚴格定義的无穷小量的概念來構建分析學。1973年，直觉主义者阿兰德·海廷称赞非标准分析是“重要数学研究的标准模型”。

## 歷史
實無限的概念源自G·W·萊布尼茲，將微積分中的dx, dy等符號視為實際存在的無窮小量，而dy/dx則是它們之間的比值，也就是無限小尺度下的斜率。在G·W·萊布尼茲的時代，實無限的概念雖然符合直覺，但是被批評為不夠嚴謹。
在德國數學家卡尔·魏尔斯特拉斯（1815-1897）創建極限的潛無窮概念，替代實無限作為微積分的基礎時，被學界認為是微積分的一大勝利，即能夠嚴謹地表示與證明。
1960年代初，德國數學家亞伯拉罕·魯濱遜提出非標準分析，重新回到G·W·萊布尼茲的實無限取徑，並以此建構出一個嚴謹的基礎。他寫道：
（...）無限小或無窮小量的想法在我們的直覺中出現得蠻自然的。不管怎麼說，在微分和積分演算方法的形成之初，已經常用到了無窮小量。至於有人反對說（...）兩個不同實數之間的距離不能無限小，G·W·萊布尼茲卻認為，無窮小量理論使我們必需引入一種理想的數，它們比起實數而言可能無限小或者無限大，但都與後者擁有相同的性質。不過，無論是他本人，他的弟子們抑或後來的繼承者們，都没能夠把這種想像中的系統合理地發展出來。因此，無窮小量的理論逐漸遭到冷落，並最終為經典的極限理論所取代。
魯濱遜繼續說道：
本書表明萊布尼茨的思想是完全可以得到平反的，而且還可以引出無論對經典分析還是對其它數學分支而言都能帶來豐碩果實的全新方法。數學語言和數學結構之間的關係是現代模型論的基石，而對它的詳細分析即是本書方法的關鍵。

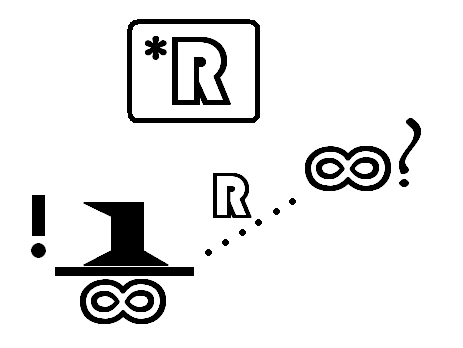
無窮們在一個實在非標準實數域的場地裡插上隊。

有序域F中的非零元素稱為無窮小量，當且僅當其絕對值小於F中任何形如1/n的元素，其中n為F中的標準整數。一個擁有無窮小量的有序域稱為非阿基米德的。
更一般地說，無窮小分析是任何依賴於非標準模型和傳達原理的數學。一個域如果滿足實數的傳達原理，則為超實數域，而實無限分析就是使用這些域作為實數的非標準模型。
魯濱遜的原始辦法正是基於這些非標準的實數域模型。他那1966出版的經典奠基作非標準分析，在今天仍有印行。

## 動機
至少有三個原因使人們考慮無窮小分析：

### 歷史上的原因
在牛頓和萊布尼茲發展無窮小演算法的最初階段，經常采取無窮小的數以及最終要消失的量等的表達方式。正如超實數中所提到的，這些提法曾遭到其它人的廣泛非議，其中最著名的是乔治·贝克莱主教所写书籍消失量之鬼中提到的悖論，而当时牛顿也无法解决该悖论。
用無窮小量來建立一個自洽的分析理論是一項挑戰，方法不只一種，而第一個令人滿意地完成此任務的人是亞伯拉罕·魯濱遜。
1958年，Curt Schmieden和Detlef Laugwitz發表了一篇文章Eine Erweiterung der Infinitesimalrechnung ，即“無窮小演算法的拓展”，其中提出了含無窮小量的環的一種構造，這個環是用一些實數序列構造出來的：如果兩個序列只在有限項不相等，則認為是等價的；算術運算是逐項定義的。然而，這樣構造的環含有零因子，因此不能構成一個域。

### 教學上的原因
一些教育工作者認為，比起以往用ε-δ語言的辦法來，用無窮小量更能使學生直觀容易地把握分析的概念。見H·傑爾姆·基斯勒的書。對某些結論而言，ε-δ語言多少有些笨拙，而無窮小量的方法有時能提供更容易的證明。例如，在非標準分析的框架下證明微分法的鏈式法則是較為簡單的。這樣的簡化大多源於非標準分析的簡單運算規則，即：
無窮小×有界量 = 無窮小
無窮小 +無窮小 = 無窮小
以及下面會提到的傳達原理。無窮小分析的批評者認為，這些簡化只是一種幻想，一種障眼法，使人看不見初等的ε-δ論證。他們爭論說，理解超實數的這些公理和構造不見比ε-δ式的論證來得容易。
無窮小分析在教學上的另一個應用是愛德華·尼爾森對隨機過程處理。他在他的專著《概率论的初级理论》（Radically Elementary Probability Theory）讨论了这个问题。。

### 技術上的原因
一些新近的工作中，特別是在統計學和數學物理中考查極限過程時，便使用了無窮小分析中的概念。Albeverio等討論了此法的一些應用。

## 無窮小分析的各種建立方法
無窮小分析有兩個非常不同的做法：語義學方法或稱模型論方法，以及句法學方法。兩個辦法都能應用於除分析外的其它數學領域，包括數論，代數，和拓撲。
- 語義學方法：魯濱遜最初做非標準分析的方法便屬於這一類。在他的論文中可見，此法的基礎是考察一個理論的各種模型（尤其是飽和模型）。自魯濱遜的工作以來，已由Elias Zakon發展出一套更簡明的語義學方法。他使用了一些稱為超結構的純集合論對象。在這種新方法裡，一個集合S上的超結構 V(S)取代了理論的各種模型。從V(S)出發構造出*V(S)時用到了超乘積的構造，以及V(S)到*V(S)的一個滿足傳達原理的映射。映射* 聯繫了V(S)和*V(S)的形式化性質。此外，可以考慮一種形式更簡單的飽和模型，即可數飽和模型。這種簡化的方法也更適合專業不在模型論或邏輯的數學家。

- 句法學方法：句法學方法對理解和使用邏輯和模型論的要求要低得多。此方法是在70年代中期由數學家愛德華尼爾森建立的。尼爾森用完全公理化的方式構建了非標準分析；他稱之為內含集合論（英语：Internal_set_theory）（簡稱IST）。[7] IST是策梅洛-弗蘭克爾集合論（含選擇公理，即ZFC）的延伸。其中除了元素間的基本二元關係{\displaystyle \in }外，還引入了新的一元謂詞，標準（standard）。

用合適的模型可以證明ZFC + IST相對於ZFC的相容性：若ZFC是相容的，則ZFC + IST也是相容的。實際上可以證明更強的命題：ZFC + IST是ZFC的一個保守擴展，也就是說任何經典公式（正確或不正確的！）只要可以在內含集合論中證明，則僅用策梅洛-弗蘭克爾的公理系統加上選擇公理就能證明。
使用句法學方法做非標準分析時，需要非常小心地應用集合構成原理（通常叫做概括公理，或分類公理模式）；數學家們常常想當然地認為此原理成立。但正如納爾遜指出，一個常見的推理謬誤正是在於非法構成集合。例如，在IST中不存在恰由所有標準整數構成的集合。為了避免非法構成集合，必須只使用ZFC中的謂詞來定義子集。
句法學方法的另一個例子是代替集合論，由Petr Vopěnka引進。此理論試圖尋找一套比策梅洛-弗蘭克爾集合論更適合於非標準分析的公理系統。

## 暫譯術語
- 傳達原理（transfer principle）
- 溢出法（overspill）
- 內含集合論（Internal Set Theory）
- 代替集合論（Alternative Set Theory）